# 八苏木站
八苏木站，位于中华人民共和国内蒙古自治区乌兰察布市卓资县十八台镇八苏木村，邮政编码012306，建于1923年，是唐包铁路集包段的一个车站。离北京站524公里，离包头站308公里。距上行车站三岔口站8公里，距下行车站十八台站3公里。该站隶属呼和浩特铁路局集宁车务段。办理客运业务（旅客乘降，行李、包裹托运）和货运业务（办理整车，不办理危险货物发到），为四等车站，本站及相邻上下行区间均为电气化区段。